# Gerard Frederikszoon de With
Gerard Frederikszoon de With, Lebensdaten unbekannt, war ein Beamter der Niederländischen Ostindien-Kompanie (VOC) und von 1625 bis 1627 Gouverneur von Niederländisch-Formosa.
De With gehörte zu den Niederländern, die im Jahr 1624 einen Stützpunkt in Tayouan (heute Anping) errichteten, womit die niederländische Präsenz auf der Insel Formosa (Taiwan) begann. Als der erste Gouverneur Martinus Sonck ein Jahr später bei einem Unfall starb, folgte ihm de With im Amt nach.
Während seiner Amtszeit nahm de With, wahrscheinlich im Einklang mit der Politik der VOC, eine strenge Besteuerung japanischer Handelsschiffe vor, die die Niederländer als Konkurrenten im Chinahandel sahen, was zu Spannungen mit Japan führte.
De With wurde 1627 von Pieter Nuyts abgelöst.